# Papua-Schwertkeule
Die Papua-Schwertkeule  ist eine Schlagwaffe der Massim-Ethnie aus Papua-Neuguinea. Sie wurde als Kriegs- und Standeswaffe benutzt.

## Beschreibung
Die Papua-Schwertkeule besteht aus Holz, Jade oder Stein. Ihre Klinge ist flach und breit. Sie wird vom Heft an leicht breiter und der Ort ist gerade. Die Schlagkanten sind abgeflacht und scharf gearbeitet. Das Heft besteht zusammen mit der Schlagfläche aus einem Stück. Es ist ähnlich wie die Griffe von Schwertern gearbeitet. Am Ort sind diese Keulen meist mit traditionellen Schnitzereien verziert. Die Papua-Schwertkeule wird von der Ethnie der Massim benutzt.